# Jutrznia Lublin
Jutrznia lub Jutrzenka Lublin (hebr. ‏אגודת העובדים לחינוך גופני מורגנשטרן לובלין‎, Agodet Ha'ovdim Lechinuch Gufni Murgenstran Lovlin) – żydowski klub piłkarski z siedzibą w mieście Lublin, działający w latach 1928–1937.

## Historia
Chronologia nazw:
- 1928: R.T.W.F. [Robotnicze Towarzystwo Wychowania Fizycznego] Jutrznia/Jutrzenka Lublin
- 1937: klub rozwiązano

Robotnicze Towarzystwo Wychowania Fizycznego Jutrznia lub Jutrzenka zostało założone w Lublinie w 1928 roku przez społeczność żydowską. Wtedy zostało zalegalizowane, chociaż zostało powołane w połowie lat 20. XX wieku, ale początkowo działało nieoficjalnie, prowadziło między innymi ćwiczenia i treningi dla grup sportowych działających przy lubelskim oddziale TOZ-u. Nazwa klubu tłumaczona na polski jako "jutrznia, jutrzenka, gwiazda poranna" (hebr. מורגנשטרן, Morgensztern). Organizacja była związana z partią polityczną Bund oraz powiązana z innymi organizacjami bundowskimi – Skifem, Cukunftem, Kultur-Ligą i TOZ. Towarzystwo posiadało co najmniej dwie sekcje: piłki nożnej i gimnastyki. Siedziba Towarzystwa mieściła się przy ulicy Lubartowskiej 24. Oprócz działalności sportowej i popularyzującej aktywność fizyczną lubelski Morgensztern był silnie zaangażowany w działania artystyczne i rozrywkowe.
Swój pierwszy mecz drużyna Morgensztern rozegrała 30 czerwca 1928 roku, pokonując klub Hapoel 5:2. W 1928 roku drużyna zadebiutowała w rozgrywkach Lubelskiego Okręgowego Związku Piłki Nożnej (LOZPN) w Klasie C, a w 1930 roku zdobyła wicemistrzostwo Klasy C. Największe sukcesy sportowe klub odnosił w latach 1932-1934, kiedy rozgrywał mecze w klasie B LOZPN. 
Zarząd Morgensztern zdecydował o zamknięciu klubu w roku 1937.

## Barwy klubowe, strój, herb, hymn
|  |  |

Klub ma barwy biało-czarne. Piłkarze domowe spotkania zazwyczaj grali w biało-czarnych strojach z wiązanym dekoltem i kołnierzem.

## Sukcesy

### Trofea międzynarodowe
Nie uczestniczył w rozgrywkach europejskich (stan na 31-05-2024).

### Trofea krajowe
| \| \| Zdobyte trofea w rozgrywkach Polski (stan na: 31-05-2024) \| |                                                           |      |          |
| Rozgrywki                                                          | Osiągnięcie                                               | Razy | Sezon(y) |
| Mistrzostwo                                                        | I miejsce                                                 | 0    |          |
| Mistrzostwo                                                        | II miejsce                                                | 0    |          |
| Mistrzostwo                                                        | III miejsce                                               | 0    |          |
| Puchar                                                             | zdobywca                                                  | 0    |          |
| Puchar                                                             | finalista                                                 | 0    |          |
| II liga                                                            | I miejsce                                                 | 0    |          |
| II liga                                                            | II miejsce                                                | 0    |          |
| II liga                                                            | III miejsce                                               | 0    |          |
| Polska                                                             | Zdobyte trofea w rozgrywkach Polski (stan na: 31-05-2024) |      |          |

- Lubelska Klasa B
  - 4. miejsce (1): 1932

## Poszczególne sezony

### Rozgrywki międzynarodowe

#### Europejskie puchary
Klub nie uczestniczył w rozgrywkach europejskich.

### Rozgrywki krajowe
| \| Polska \| Bilans występów klubu w rozgrywkach piłkarskich Polski (Stan na 31 maja 2024 r.) \| \| |                                                                                  |        |       |   |   |   |    |    |     |                      |        |        |      |
| Poziom                                                                                              | Rozgrywki                                                                        | Sezony | Mecze | Z | R | P | B+ | B– | Pkt | Lata                 | Awanse | Spadki | Naj. |
| I                                                                                                   | Liga                                                                             | 0      |       |   |   |   |    |    |     |                      |        |        |      |
| II                                                                                                  | Klasa A / Liga Okręgowa                                                          | 0      |       |   |   |   |    |    |     |                      |        |        |      |
| III                                                                                                 | Klasa B / Klasa A                                                                | 3      |       |   |   |   |    |    |     | 1932–1934            | 0      | 1      | 4    |
| IV                                                                                                  | III liga / Klasa C / Klasa B                                                     | 7      |       |   |   |   |    |    |     | 1928–1931, 1935–1937 | 1      | 0      | 2    |
| | Puchar Polski                                                                    | 0      |       |   |   |   |    |    |     |                      |        |        |      |
| Polska                                                                                              | Bilans występów klubu w rozgrywkach piłkarskich Polski (Stan na 31 maja 2024 r.) |        |       |   |   |   |    |    |     |                      |        |        |      |

## Struktura klubu

### Stadion
Klub nie miał swojego stadionu. Drużyna rozgrywała swoje mecze domowe w Lublinie na stadionie przy ul. Okopowej, który był terenem należącym do wojska poprzez Urząd Wychowania Fizycznego i Przysposobienia Obronnego. 

## Kibice i rywalizacja z innymi klubami

### Derby
- Hakoah Lublin
- Hapoel Lublin
- Jardenia Lublin (Szomryja)
- Makkabi Lublin
- Sztern Lublin (Gwiazda)
- Wieniawa Lublin
- ŻAKS Lublin
- AZS Lublin (Sparta)
- HKS Lublin (Grot)
- KS Lublinianka
- Plage i Laśkiewicz Lublin
- Sokół Lublin
- Strzelec Lublin
- WKS Lublin